# Philodendron asplundii
Philodendron asplundii là một loài thực vật có hoa trong họ Ráy (Araceae). Loài này được Croat & M.L.Soares mô tả khoa học đầu tiên năm 2001.